# Aleksander Białecki
Aleksander Białecki (ur. 1 stycznia 1929 we Włocławku, zm. 25 maja 2023 w Gdyni) – polski inżynier, dyrektor budowy Portu Północnego w Gdańsku.

## Życiorys

### Rodzina
Urodził się 1 stycznia 1929 roku we Włocławku, w rodzinie Edmunda Białeckiego (1896-1955) i Stanisławy z Estkowskich (1895-1973). Edmund Białecki był weteranem wojny rosyjsko-tureckiej. Po powrocie do kraju, w 1918 roku zgłosił się do odrodzonego Wojska Polskiego, stacjonował we Włocławku. Podobnie jak trzej jego bracia, był zasłużonym strażakiem Włocławskiej Ochotniczej Straży Pożarnej. W 1938 roku został odznaczony Srebrnym Medalem Zasługi. W rodzinie żywe były tradycje patriotyczne. W 1918 roku brat Edmunda, Wiktor, bronił dzwonów włocławskiej katedry przed grabieżą ich przez pruskich zaborców. W 1920 roku Wiktor i Stefan Białeccy brali udział w wojnie polsko-bolszewickiej, co zostało upamiętnione na tablicy wiszącej pierwotnie w Remizie Strażackiej przy ul. Żabiej, później przeniesionej na ul. Rolniczą. Pogrzeb zmarłego w wypadku Wiktora przerodził się w manifestację patriotyczną. Stryjeczny brat Aleksandra służył w marynarce wojennej, w 1940 roku przeżył zatopienie okrętu ORP Grom. Białeccy byli też aktywni w życiu społecznym Włocławka, w czym brał udział także młody Aleksander Białecki wraz ze starszą siostrą Alicją. Matka Stanisława była m.in. członkinią Polskiego Czerwonego Krzyża.
W dorosłym życiu, Aleksander Białecki zgłębiał genealogię swojej rodziny. W 2013 roku na podstawie własnej kwerendy oraz pamiątek rodzinnych opublikował Przyczynek do historii Włocławskiej Ochotniczej Straży Pożarnej.

### Wojna i edukacja
Do 1943 roku ukończył 3 klasy szkoły powszechnej. Następnie okupacyjne władze powołały go do pracy przymusowej w niemieckim przedsiębiorstwie budowlanym Paula Kruegera. Po dwóch tygodniach został wywieziony do Norymbergii, gdzie zatrudniono go przy odbudowie zbombardowanych domów w firmie Kruegera. W ramach wymiany robotników powrócił do Włocławka, gdzie do końca wojny pracował w warsztatach samochodowych.
Po zakończeniu wojny wrócił do nauki. W latach 1945–1950 uczył się w Gimnazjum Mechanicznym we Włocławku, uzyskując tytuł technika mechanika. Następnie studiował w Instytucie Inżynierów Transportu Wodnego na Wydziale Urządzeń Portowych i Mechanizacji Portów w ówczesnym Leningardzie, uzyskując tytuł magistra inżyniera.

### Kariera
W latach 1955–1968 był członkiem Zarządu Portu Gdynia, pracował jako kierownik ds. eksploatacji urządzeń przeładunkowych, a od 1963 roku jako główny mechanik portu. W tym czasie zainicjowano wydłużenie mola francuskiego i holenderskiego. Ponadto kierował budową Pomnika Ludziom Morza przy Dworcu Morskim w Gdyni (1965), wzniesionego z głazów wydobytych z dna zatoki gdańskiej. 
W lutym 1968 roku został zatrudniony jako Naczelnik Inwestycji w nowo powstałym Zjednoczeniu Portów Morskich. W tym czasie sprawował nadzór nad budową pierwszej bazy węglowej w Portu w Świnoujściu (Świnoujście II), oraz nad pracami badawczymi nad lokalizacją i budową nowego głębokowodnego portu przeładunkowego węgla oraz ropy naftowej i produktów ropopochodnych o statkach o nośności 100 DWT i większych. W wyniku prac Zjednoczenie Portów Morskich i Ministerstwo Żeglugi podjęły decyzję o budowie nowego portu w mieście Gdańsku. W związku z tym, 1 maja 1970 roku Białecki został dyrektorem technicznym i inwestycyjnym oraz członkiem zarządu Portu Gdańsk. Latem został dyrektorem ds. budowy Portu Północnego. Odpowiadał za budowę infrastruktury portu, bazy przeładunku węgla (ukończona w 1975), paliw płynnych (ukończona w 1975) oraz rud żelaza. Tę ostatnią inwestycję, ukończoną tylko w 50%, przerwano w grudniu w 1981 roku w związku z załamaniem się gospodarki. Mgr inż. Wiesław Ochman, współpracownik Białeckiego a zarazem autor biogramu dla czasopisma naukowo-technicznego Inżynieria Morska i Geotechnika wspomina go jako dobrego menedżera, ze szczególnym talentem do doboru kadr. Aleksander Białecki miał świadomość, że powierzono mu misję historyczną, wobec czego dokumentował postęp prac licznymi fotografiami. W 1973 roku, na prośbę I Sekretarza KC PZPR Edwarda Gierka napisał list do Eugeniusza Kwiatkowskiego (budowniczego Portu w Gdyni), który w odpowiedzi zdecydowanie pochwalił inicjatywę i przebieg budowy nowego portu w Gdańsku.
15 kwietnia 1987 roku został Dyrektorem Technicznym oraz I Zastępcą Dyrektora Naczelnego Portu w Gdańsku. W 1989 roku, z powodu konfliktu z nowymi władzami, na własną prośbę przeszedł na wcześniejszą emeryturę. Do czasu wyboru następcy był pełniącym obowiązki dyrektora. Na emeryturze pracował jako nieetatowy rzeczoznawca urządzeń przeładunkowych przy dostawach maszyn z ramienia Przedsiębiorstwa Rzeczoznawstwa i Kontroli Towarów w Obrocie Międzynarodowym „Polcargo”.
Był autorem kilku artykułów dot. przebiegu budowy Portu Północnego. W 1980 roku został członkiem Rady Programowej czasopisma naukowo-technicznego Inżynieria Morska i Geotechnika. W 2011 r. opublikował opracowanie pt. Port Północny w Gdańsku – Historia powstania i teraźniejszość lata 1968‑2010, w której przedstawił proces budowy nowego portu. W książce wykorzystał bogatą dokumentacją fotograficzną, którą następnie przekazał w darze Muzeum Gdańska.
Ostatnie lata życia spędził w Gdyni. Zmarł 25 maja 2023 roku tamże. Jego pogrzeb odbył się 31 maja na Cmentarzu Witomińskim, gdzie spoczął u boku żony Alicji Stefanii.

## Odznaczenia
Był kawalerem licznych orderów, w tym Krzyża Kawalerskiego Orderu Odrodzenia Polski. Był także laureatem zespołowej Nagrody Państwowej I Stopnia za pracę naukowo-badawczą, projekt i budowę Portu Północnego w Gdańsku.

## Życie prywatne
16 października 1958 roku w Gdyni poślubił Alicję Stefanię Dorszyńską (1934-2011), inżyniera chemika. Starszy Wojciech (ur. 1960) jest inżynierem oraz właścicielem rodzinnej firmy 4E-energy, projektującej i montującej panele fotowoltaiczne. Młodszy syn Maciej (ur. 1966) jest inżynierem architektem. Wnuczką Aleksandra i Alicji jest Małgorzata Białecka (ur. 1988), reprezentantka Polski w windsurfingu, a także inżynier w firmie 4E-energy.